# Atovich Ferenc
Atovich Ferenc (Atovics; Párutca, 1873. január 21.–?) tanító, nyelvész, népdalgyűjtő.

## Élete
Szülei Atovics Ferenc és Magyary Mária.
1883-ban végzett a nyitrai városi római katholikus elemi fiúiskolán, majd a Nyitrai Piarista Gimnáziumba járt. 4 évet végzett a Lévai Tanítóképzőben, ahol 1893-ban képesítették.
Kodály előfutára volt a zoboralji népdalgyűjtésben. Nyelvjárás-kutatást is végzett (1902-ben Szücs Istvánnal), melyek adalékkal szolgáltak a Jókai-kódex (Ehrenfeld) hitelességéhez is.
1895-ben és 1900-ban már nyitragerencséri tanító. 1908-ban pályadíjat nyert. 1909-től a nyitraújlaki elemi iskola rendes, majd a csejtei állami elemi iskola tanára és igazgatója, ahol még 1915-ben is működött. 1914-ben adakozott a Vöröskereszt Egyletnek a sebesült és beteg katonák javára. 1916-ban nyugdíjat kapott.
1902-1903-ban a Nyitramegyei Közlönyben, 1904-ben a Nyitramegyei Ellenőrben (1904/15-18), 1909-1910-ben a Nyitramegyei Független Hírlapban, 1917-ben a Nyitravármegyében jelentek meg írásai.
A Nyitramegyei Tanítótestület tagja.
Valószínűleg fia János (1891) vas érdemkereszt szalagos vitézségi érmet, és bronz vitézségi érmet kapott.

## Elismerései
- 1899 Felvidéki Magyar Közművelődési Egyesület jutalma a magyar nyelvnek nemzetiségi vidéken való sikeres tanításáért[23]

## Művei
- 1896 A házi ipar tanításáról. Néptanítók Lapja 29/13, 8. (1896. március 26.)
- 1896 Az a mi 15 krajczárunk. Néptanítók Lapja 29/50, 6-7. (december 10.)
- 1897 Az osztatlan népiskola tanterve XII. Néptanítók Lapja 30/8, 6-7. (február 25.)
- 1900 Zobor vidéki szent-iváni szokások. Ethnographia 11, 220-226.[24]
- 1902 Lakodalmi szokások Gerencséren. Nyitrai Lapok 1902/16; 19.
- 1904 Nyitra környékén élő magyarok nyelvéről. Nyitramegyei Ellenőr 4.
- 1915 A harctéren halt meg. Néptanítók Lapja 48/47, 11 (1915. november 25.)